# Non Caesar supra grammaticos
 Non Caesar supra grammaticos лат. (изговор: нон цаезар супра граматикос). Није цар
изнад   граматике. (Плацентин)

## Поријекло изреке
На сабору у  Констанци 1414, Жигмунд Луксембуршки, владар  Светог римског царства, погрешно је употријебио  латинску именицу  грчког поријекла schisma (раскол) у женском роду умјесто у средњем. Када су му скренули пажњу на грешку,  он је изјавио да ће по његовој царској одлуци schisma  одсада бити женског рода. Не могући то да отрпи, надпискуп Плацентин је одговорио наведеном иреком. По некима, изрека је настала у I вијеку прије н.е., када је Цезар  уочи одсудне битке с  Помпејем  код  фарсала послао гласника у Рим с налозима како да  се ријеше отворена питања латинског језика.

## Тумачење
Владар или било какав други ауторитет ван науке о језику, не може да пише правопис или граматику.